# Tectaria darienensis
Tectaria darienensis är en ormbunkeart som beskrevs av A. Rojas. Tectaria darienensis ingår i släktet Tectaria och familjen Tectariaceae. Inga underarter finns listade.